# Band on the Run
Band on the Run – piąty album Paula McCartneya i trzeci grupy Wings, wydany pod koniec 1973 roku. Był największym sukcesem McCartneya od czasu rozpadu The Beatles – zarówno pod względem artystycznym jak i komercyjnym (sprzedano ponad 6 milionów kopii). Najlepiej sprzedający się album 1974 roku. Spotkał się z uznaniem krytyków, pochlebnie ocenił go także m.in. John Lennon. Płyta przebywała na listach przebojów przez trzy lata, dzięki czemu do dziś jest najbardziej znanym albumem solowym McCartneya. Zawiera takie przeboje jak: Band on the Run, Jet i Helen Wheels.
W 2003 album został sklasyfikowany na 418. miejscu listy 500 albumów wszech czasów magazynu Rolling Stone.

## Okoliczności powstania

### Przed sesjami nagraniowymi
Ex-Beatle chciał przerwania monotonii sesji nagraniowych w Wielkiej Brytanii, w związku z czym wpadł na pomysł, by nowy album nagrać w jakimś egzotycznym miejscu na świecie. Zażyczył sobie, by wytwórnia płytowa EMI sporządziła dla niego wykaz wszystkich swoich międzynarodowych studiów nagraniowych. Wiedział, iż takowe posiada, ponieważ George Harrison nagrywał wcześniej w Kalkucie. Przeglądając przygotowaną listę, zwrócił uwagę na studio EMI w Lagos w Nigerii – od razu spodobał mu się pomysł nagrywania w Afryce. Wyobrażał sobie, że będzie się to wiązało z całodziennym wylegiwaniem się na plaży, a nagrania będą się odbywać nocą.
Przed rozpoczęciem sesji wystąpił nieprzewidziany problem. 29 sierpnia 1973 r. perkusista Denny Seiwell postanowił pożegnać się z zespołem bez podania przyczyny. Miało to miejsce zaledwie kilka godzin przed odlotem do Afryki (miał już nawet spakowaną walizkę). O swej decyzji poinformował McCartneya telefonicznie. Ten, choć zły, że muzyk zrobił mu coś takiego i to w dodatku w tak ważnym momencie kariery, nie okazał swojego zdenerwowania w rozmowie telefonicznej. Gdy Seiwell powiedział: Nie mogę pojechać do Afryki, McCartney odpowiedział: Och, rozumiem. Bardzo Ci dziękuję. Cześć!. Dopiero w samolocie dotarła do niego ta wiadomość: Jezus Maria, co teraz zrobimy?. Paul był w tamtym okresie na tyle roztargniony, że zapomniał nawet o szczepieniach. Wcześniej i Henry McCullough zdecydował się opuścić grupę. Bezpośrednim powodem jego odejścia była sprzeczka z Paulem z powodu odmowy zagrania przez McCullougha tego, o co poprosił McCartney. Pogłoski o odejściu McCullougha krążyły już jednak w środowisku muzycznym od czasu ostatniej trasy koncertowej.
Zespół się rozpadał, a czasu do odlotu do Nigerii pozostawało coraz mniej. Paul postanowił, że nie będzie już szukał zastępców. Zdecydował, że do Lagos poleci trójosobowy skład (Paul, Linda i Denny Laine), który będzie grać na wszystkich instrumentach. Wingsi pozostali bez perkusisty, w związku z czym jego miejsce zajął sam McCartney. Miał już pewne doświadczenie w tej dziedzinie, gdyż wiele razy w czasach The Beatles (np. w piosenkach Back in the U.S.R.R. oraz The Ballad of John and Yoko), a także już w solowej twórczości (np. na albumie McCartney) zasiadał za perkusją. Do Nigerii lecieć miał także inżynier dźwięku Geoff Emerick. Gdy samolot wystartował 30 sierpnia 1973 roku z lotniska Heathrow, McCartney nawet nie przypuszczał, jak ciężkie będą najbliższe tygodnie.

### Nigeria
Na miejsce McCartney dotarł 1 września 1973 roku. 

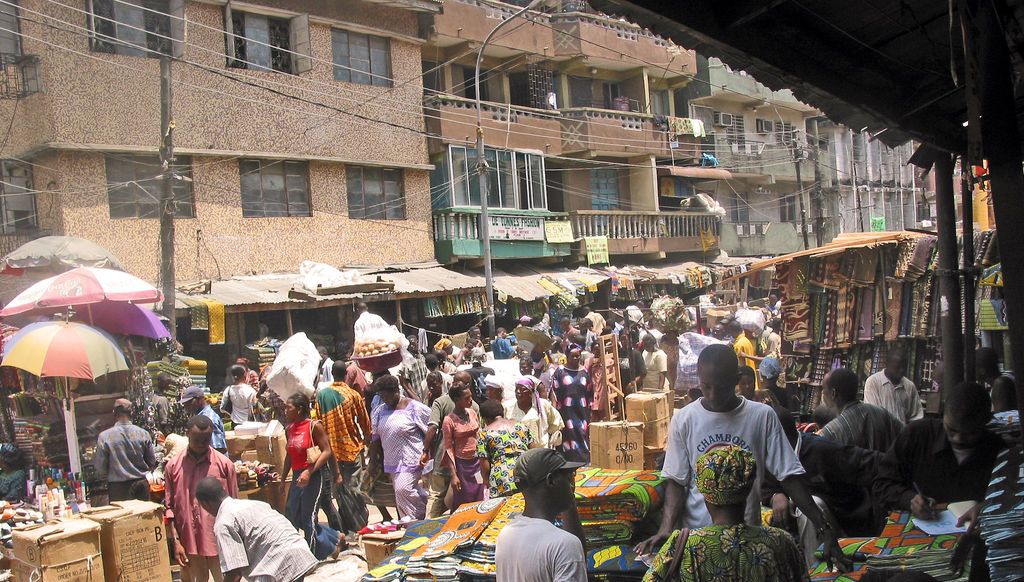
Bazar w Lagos

 Nigeria przywitała muzyków strumieniami tropikalnego deszczu. Przez cały swój pobyt rzadko kiedy widzieli słońce, gdyż trwała tam akurat pora deszczowa. Studio okazało się bardzo źle wyposażone i było w trakcie budowy. Stół mikserski nie działał jak powinien, ekrany dźwiękochłonne były popsute, nie było ani jednego mikrofonu, a koło ubikacji znajdowało się gniazdo szczurów. Samo miasto też nie było w najlepszym stanie i raz po raz przechadzali się po nim partyzanci z karabinami w rękach. Inżynier dźwięku nie miał łatwego zadania, gdyż bał się pająków i innych insektów, których w tej części świata było pod dostatkiem.
Paul z żoną napisali większość piosenek przed wyjazdem w Szkocji, dlatego prace nad albumem przebiegały w miarę sprawnie. Podczas owocnych sesji nagrano oprócz piosenek zamieszczonych na albumie także: Helen Wheels, Zoo Gang (instrumentalna), B-Side to Seaside, Oriental Nightfish. Nagrania rozpoczynały się zaraz po obiedzie o 15 i trwały do 22, a czasem nawet do rana. Nagrania do piosenki Picasso's Last Words prowadzono w ARC Studios w Lagos, należącym do muzyka Cream, Gingera Bakera.
Jako że McCartney bardzo lubił afrykańskie rytmy, chciał, by pojawiły się na jego nowym albumie, jednak nigeryjska gwiazda, Fela Ransome-Kuti, przyszedł do studia i oskarżył Paula o kradzież afrykańskiej muzyki. Powiedział: Czemu tu przyjechaliście? Macie przecież lepsze studia w Anglii i Ameryce, musicie być głupkami! Ponadto Fela, wykorzystując swoje wpływy, nie dopuścił, by w nagraniach uczestniczyli lokalni muzycy. Wkrótce po tych przejściach Paul na skutek zapalenia krtani czasowo stracił głos.
Także polityczni aktywiści oraz lokalna prasa atakowali McCartneya, a nagłówek w jednym z wydań "Lagos Evening Times" straszył: Uważaj, to miasto przynosi pecha. Parę dni później, podczas spaceru, Paul i Linda zostali napadnięci przez pięciu bandytów z nożami. Widząc ich, Linda zaczęła krzyczeć: On jest Beatlesem, Paulem! Nie zabijajcie nas, błagamy!. Paul oddał bez wahania aparat fotograficzny, biżuterię i pieniądze, a wraz z nimi taśmę z wersjami demo piosenek. Parze nic się nie stało. Lagos nie należało do bezpiecznych miast, a miejscowi wielokrotnie ostrzegali przed wychodzeniem na miasto bez ochrony. Kradzież taśm skomplikowała nagrywanie albumu, ponieważ na wersji demo albumu nagrane były wszystkie teksty piosenek. Oryginalne teksty zostały w Anglii, więc Paul musiał na nowo wymyślić i dopisać zapomniane słowa. Od tego wydarzenia był bardzo zestresowany i często się załamywał. Którejś nocy nagrywał Nineteen Hundred and Eighty Five i w pewnym momencie poczuł, że ciężko mu się oddycha. Gdy wyszedł na dwór zaczerpnąć świeżego powietrza, zemdlał. Linda, widząc męża leżącego na ziemi z zamkniętymi oczyma, pomyślała, że umarł. Następnego dnia wzięła go do lekarza, który powiedział, że był to najprawdopodobniej skurcz oskrzeli. To wszystko odbiło się na psychicznej kondycji McCartneya. Często widziano jak płakał. Tłumaczył się później, że wzruszyła go muzyka, lecz nie wiadomo, ile było w tym prawdy.
Jak widać, nic nie powstrzymało McCartneya od nagrania, jak się później okazało, najlepszego albumu w solowej karierze, zarówno według fanów, jak i krytyków. Zespół opuścił Lagos 23 września i do Anglii dotarł dopiero o godzinie 3 w nocy. Późna godzina nie przeszkodziła jednak fanom, którzy licznie przybyli przywitać swojego idola na lotnisku.

## Charakterystyka albumu
Wszystkie piosenki z tego albumu są świeże, dobrze zaaranżowane, pełne życia i zaskakujących zmian melodii. To wszystko złożyło się na sukces McCartneya największy od czasów Let It Be.
Album otwiera kompozycja Band on the Run. Jest ona swoistą minioperą:
- 0:00-1:18 intro
- 1:19-2:04 If I Ever Get out of Here...
- 2:05-4:37 rozwinięcie
- 4:38-5:10 zakończenie

Dobrze nadaje się do grania na koncertach, co potwierdziło się wielokrotnie w rzeczywistości. McCartney wspomina pisanie tej piosenki następująco: Połączyłem parę kawałków piosenek... Pomyślałem, że powinno się to wszystko zacząć bardzo cicho i radośnie.... Sama ucieczka jest najprawdopodobniej metaforą wyrwania się z monotonii życia codziennego, w jaką McCartney wpadł po rozpadzie The Beatles. W utworze pojawiają się słowa George’a Harrisona, jakie wypowiedział podczas jednego z zebrań Apple: If we ever get out of here... (z ang. jeśli kiedykolwiek stąd wyjdziemy...). Utwór ten był wykorzystany w filmie Pola śmierci (The Killing Fields) w scenie, gdzie młoda kobieta słucha radia, gdy na kambodżańską wioskę spadają amerykańskie bomby. Celem tej sceny było ukazanie przepaści pomiędzy kulturą popularną Zachodu a Trzecim Światem.
Jet to piosenka utrzymana w szybkim tempie i z wpadającym w ucho słowem, będącym jednocześnie tytułem utworu. Kompozycja składa się z wariacji. Na uwagę zasługuje użycie w tym utworze syntezatora Mooga. Piosenka przypomina podkładami wokalnymi, stylem gry na perkusji oraz na gitarze wyrafinowane produkcje The Beatles. Tekst opowiada o szczeniaku McCartneyów rasy Labrador. Pojawia się tutaj po raz kolejny motyw ucieczki. Ucieczka ta ma określony cel, a nie jest jedynie biegiem przed siebie.
Bluebird to utwór, w którym dużą rolę odgrywają instrumenty perkusyjne. Znajduje się w nim także solo saksofonowe w wykonaniu Howiego Caseya. Sam tytuł jest aluzją do piosenki Beatlesów z 1968 roku Blackbird, jednak pod względem muzycznym oba utwory mają bardzo mało wspólnego. Motyw lotu pojawia się w: ...flying through your door, a motyw wolności w: ...as we head across the sea/And at last we will be free.
W piosence Mrs Vandebilt uwagę słuchacza zwracają wpadające w ucho "Ho Hey Ho...", zmiany tempa i gra na saksofonie. Utwór kończy się wariackimi śmiechami.
Let Me Roll It to kompozycja zamykająca stronę A albumu. Jest ona traktowana przez niektórych fanów jako odpowiedź na How Do You Sleep? Johna Lennona. Miała ona zażegnać spór, który wynikł pomiędzy muzykami, i który pod postacią piosenek rozgrywał się na poszczególnych ich albumach. Złośliwi dodawali, że jak zwykle pierwsze i ostatnie słowo należało do McCartneya, gdyż to on rozpoczął i zakończył tę kłótnię. Niektórzy z kolei nazywają tę piosenkę "Odą do marihuany".
Utwór Mamunia powstał podczas pobytu w Marrakeszu na początku 1973 roku, kiedy to McCartney zobaczył tabliczkę właśnie z tym słowem, które po arabsku znaczy "bezpieczne schronienie". Utwór oparty jest wyraźnie o linię basu. Piosenka jest aluzją do masowych protestów studentów w UCLA na początku lat 70.
Z Picasso's Last Words (Drink to Me) wiąże się następująca historia: podczas ostatnich wakacji Paula na Jamajce, w kwietniu 1973 roku, wpadł mu w ręce numer gazety "The Daily Gleaner", w której pisano, że Dustin Hoffman i Steve McQueen kręcą tu Papillon. Gdy McCartney spotkał się z Hoffmanem i jego żoną, Hoffman powiedział, że umiejętność napisania w dowolnej chwili piosenki na dowolny temat to niesamowity dar. Paul odpowiedział mu, że jest to bardziej magia niż dar, a tak naprawdę jest to bardzo podobne do grania roli: To po prostu jest w tobie i nie przychodzi samo. Parę dni później, gdy panowie lepiej się poznali, Hoffman pokazał McCartneyowi egzemplarz "Time'a", w którym pisano o ostatnich słowach Picassa: "Drink to me, drink to my health, you know I can't drink any more". (pol. Wypijcie za mnie, wypijcie za moje zdrowie, wiecie że ja już nie mogę pić.) Spytał, czy McCartney potrafiłby skomponować na ten temat piosenkę. Paul wziął gitarę i zagrał parę akordów, co wprawiło Hoffmana w zachwyt. Zawołał swoją żonę i zaczął krzyczeć: "Anno! Anno! To najbardziej niesamowita rzecz, jaka mi się przytrafiła w życiu! On naprawdę to potrafi! On naprawdę to potrafi! Pisze piosenkę!" W Lagos Paul postanowił, że utwór zostanie gruntownie przerobiony. Wszedł do studia Ginger Baker/ARC Studio, własności Gingera Bakera, członka zespołu Cream. Pomyślał, że jeśli Picasso był częścią swoich dzieł, a one były pełne kubizmu, to piosenka o nim też powinna mieć te cechy. W związku z tym postanowił, że będzie to "bałagan" utrzymany w różnych rytmach, wzbogacony o atrakcyjne ozdobniki, które niekiedy zahaczać będą o parodię innych utworów z Band on the Run (Jet i Mrs Vandebilt). Gdy utwór był już na ukończeniu, Paul wpadł na pomysł, by użyć shakera. Oczywiście najpierw musiano go samodzielnie zrobić. W związku z tym, że muzycy mieli parę cynowych puszek, wyszli na dwór i nasypali do nich żwiru.
Piosenka zaskakuje nieoczekiwanymi zmianami rytmu i awangardowymi perkusyjnymi ozdobnikami. Sam utwór składa się z kilku kluczowych części:
- 0:00-1:34 wstęp
- 1:35-1:56 część francuska
- 1:57-2:37 parodia piosenki Jet
- 2:38-3:37 podkład symfoniczny pod Drink to Me
- 3:38-4:08 podkład "imprezowy" pod Drink to Me
- 4:09-4:31 część francuska
- 4:32-4:58 podkład symfoniczny pod Drink to Me
- 4:59-5:50 parodia Mrs Vandebilt

Nineteen Hundred And Eighty Five jest ostatnią kompozycją na albumie. Tytuł ten nie ma żadnego specjalnego znaczenia – McCartneyowi pasowały po prostu do melodii słowa No one ever left alive in nineteen hundred and eighty-five. (pol. Nikt nigdy nie ujdzie z życiem w 1985) Jest to tzw. piano rock. Utwór oparty jest o szybką i wyrazistą linię pianina. Z czasem jego trwania rośnie dynamika kompozycji, tak by pod koniec osiągnąć swoje apogeum i rozpocząć spokojny temat z Band on the Run. Tym samym cały album jest objęty swoistą klamrą, gdyż rozpoczyna się i kończy tym samym tematem.
Bonus:

Helen Wheels to dynamiczna piosenka, opowiadająca o samochodzie Paula marki Land Rover, którym lubi podróżować po Szkocji. W tekście pada wiele nazw miejscowości, co sprawia, że utwór jest bardziej wiarygodny. Pojawienie się go tylko na amerykańskiej edycji wiąże się z następującą historią: pewnego razu Al Corey zadzwonił do Paula, proponując mu, by dołączył do albumu całkiem dobrze sprzedającą się piosenkę ze strony A jego najnowszego singla. Zrobił wcześniej to samo z Money Pink Floyd z albumu The Dark Side of the Moon, co od razu zwiększyło sprzedaż. Paul powiedział, że musi się przespać z tą myślą. Następnego dnia wyraził zgodę.

### Album koncepcyjny
Band on the Run jest albumem koncepcyjnym, gdyż wszystkie piosenki bazują na tematyce poszukiwania wolności, lotu i ucieczki od legendy The Beatles, a w wypadku Picassa ucieczki nawet na tamten świat. Wszystko to sprawia, że Band on the Run nie jest zwykłym zbiorem przypadkowych piosenek. Także okładka płyty jest silnie związana z powyższą tematyką.
Cytaty z utworów bezpośrednio poruszające tematykę wolności:
- Mamunia: A seed is waiting in the earth / For rain to come and give him birth[40] (z ang. Nasiona czekają w ziemi / na deszcz, który nadejdzie i podaruje im życie)
- Helen Wheels: (...)Freeway(...)[41] (z ang. autostrada)
- Bluebird: And at last we will be free[42] (z ang. i w końcu będziemy wolni)
- Band on the Run: If I ever get out of here[43] (z ang. jeśli kiedykolwiek stąd wyjdę)

Cytaty z utworów bezpośrednio poruszające tematykę lotu:
- Bluebird: I'll come flying through your door[42] (z ang. przelecę przez twoje drzwi)
- Bluebird: "Fly away through the midnight air"[42]
- Bluebird: And we're flying in the breeze[42]

## Okładka
Okładka albumu Band on the Run jest nie mniej interesująca niż sam album. Okładka ta wraz z The Dark Side of the Moon grupy Pink Floyd, Tubular Bells Mike’a Oldfielda oraz Abbey Road i Sgt. Pepper’s grupy The Beatles, należy do najbardziej rozpoznawalnych na świecie.
Zdjęcie zostało zrobione w niedzielę października 1973 w Osterley Park w Brentford (dwa dni wcześniej wydano singel Helen Wheels). W tym dniu szykowano się do zrobienia zdjęcia na okładkę drugiego albumu Wings w tym roku (pierwszym był Red Rose Speedway). Nie ma na nim nazwy wykonawcy, a tylko tytuł. Później EMI wymusiło, by obok tytułu albumu pojawiła się nazwa grupy Wings oraz nazwisko jej lidera, Paula McCartneya. To posunięcie miało zwiększyć sprzedaż, gdyż marka Wings na świecie nie była jeszcze dobrze znana, a McCartneya znali wszyscy.
Idea okładki Band on the Run jest ściśle związana z innym przedsięwzięciem, w które McCartney był zaangażowany jeszcze za czasów The Beatles. Chodzi o okładkę albumu Sgt. Pepper’s. Na niej to w 1967 roku czterej Beatlesi pozowali ubrani w bajkowe stroje na tle wyciętych z kartonów realnej wielkości sylwetek sławnych ludzi. Z kolei na okładce Band on the Run widnieje grupka 9 znanych (i żywych) osób ubranych w stroje więzienne. Oświetleni są przez światło więziennego reflektora, który przyłapuje całą bandę na ucieczce. Za tło wykorzystano ceglastą ścianę, pod którą przebiegała żwirowa ścieżka. Osoby znajdują się w dynamicznych pozach, a cały obraz jest silnie nacechowany emocjonalnie, o czym świadczą chociażby przerażenie w oczach i splot 13 rąk, które zaciśnięte są na ubraniach kolejnych osób. Na zdjęciu tylko dwie ręce są wzniesione, a trzy dotykają muru. Troje z tych osób to członkowie zespołu, czyli Paul McCartney z żoną Lindą (ucharakteryzowaną na mężczyznę) oraz Denny Laine. Pozostała szóstka to znane osobistości, które łączyło ze sobą tylko to, że były sławne i były znajomymi Paula:
(w kolejności od lewej)
- Michael Parkinson (dziennikarz i brytyjski gospodarz programu muzycznego, w 2000 roku otrzymał order CBE), zdjęcie
- Kenny Lynch (piosenkarz, aktor okazjonalny i komik, otrzymał order OBE), zdjęcie
- James Coburn (aktor hollywoodzki i zdobywca Oscara w 1998 roku, który przebywał akurat w tamtym czasie na zdjęciach filmowych na Wyspach Brytyjskich), zdjęcie
- Sir Clement Raphael Freud (smakosz, gawędziarz, poseł, wnuk Sigmunda Freuda), zdjęcie
- Christopher Lee (brytyjski aktor, najlepiej znany z ról w horrorach, otrzymał order CBE), zdjęcie
- John Conteh (bokser z Liverpoolu, który później zdobył tytuł mistrza świata w wadze półciężkiej). zdjęcie

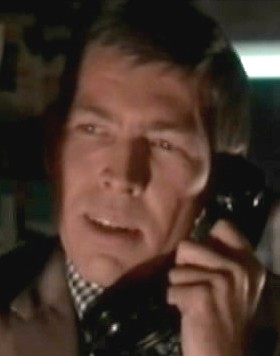
James Coburn

Przed robieniem zdjęć cała grupa zjadła uroczysty lunch, po czym zapoznała się z fotografem Clive’em Arrowsmithem oraz z całą ekipą filmową pod reżyserią Barry Chattington, która miała uwiecznić całe wydarzenie na taśmie filmowej. Zmrok zapadł szybciej niż zwykle, gdyż 28 października był pierwszym dniem z czasem zimowym. W Osterley House wszyscy się przebrali w odpowiednie więzienne kostiumy i wyszli na dwór. Wykonano parę zdjęć i postanowiono, że wyboru tego jednego na okładkę dokona się później.
Paul McCartney tak wspomina powstanie okładki: "(...) Pomyśleliśmy, że fajnie by było zrobić zdjęcie grupie ludzi uciekających z więzienia (...) różnych ludzi tak dla hecy (...) Nie ma to nic wspólnego z Sergeant Pepper, tam były kultowe postacie."
Zdjęcie podniosło w znacznej mierze sprzedaż albumu, ponieważ spotkało się z szerokim zainteresowaniem mediów i odbiło się szerokim echem w środowisku muzycznym. Ponieważ okładka miała silne związki z Sgt. Pepperem, mówiono, że Band on the Run jest także w sferze muzycznej albumem koncepcyjnym. Jeszcze wielokrotnie okładka płyty była pastiszowana przez wielu twórców, np. okładka filmu wytwórni Dreamworks pt. Madagaskar. Aluzje do okładki były robione także przez samego McCartneya, np. w wideo Spies Like Us wraz z Chevym Chase’em i Danem Aykroydem.
Tylna okładka albumu wydana na całym świecie różni się od tylnej okładki wydanej w USA. Różnią się m.in. kolejnością zdjęć i kleksem.
- tylna okładka albumu
- tylna okładka albumu w USA
- środek albumu

## Lista utworów
Wszystkie piosenki napisane przez McCartneya i Lindę McCartney oprócz wyróżnionych.

### Edycja oryginalna
Płyta analogowa (winylowa)

Kolorem zielonym zaznaczono stronę A, a kolorem czerwonym stronę B
| nr | tytuł                              | czas | autor                    | komentarz |
| -- | ---------------------------------- | ---- | ------------------------ | --- |
| 1. | Band on the Run                    | 5:10 |                          | |
| 2. | Jet                                | 4:06 |                          | pies McCartneyów był inspiracją do napisania tej piosenki                                                                                   |
| 3. | Bluebird                           | 3:22 |                          | |
| 4. | Mrs Vandebilt                      | 4:38 |                          | |
| 5. | Let Me Roll It                     | 4:47 |                          | |
| 6. | Mamunia                            | 4:50 |                          | jest to arabskie słowo, które oznacza "bezpieczne schronienie"                                                                              |
| 7. | No Words                           | 2:33 | P. McCartney Denny Laine | piosenka zaczęta przez Denny’ego i skończona przez Paula                                                                                    |
| 8. | Picasso's Last Words (Drink to Me) | 5:50 |                          | Dustin Hoffman zasugerował, że Paul mógłby skomponować piosenkę o śmierci Pablo Picassa; piosenka zawiera fragmenty "Jet" i "Mrs Vandebilt" |
| 9. | Nineteen Hundred and Eighty Five   | 5:27 |                          | utwór zakończony tematem z "Band on the Run"                                                                                                |

### Edycja amerykańska
Płyta analogowa (winylowa)

Kolorem zielonym zaznaczono stronę A, a kolorem czerwonym stronę B

Pogrubioną czcionką zaznaczono bonus
Wersja ta została wydana przez EMI (Capitol Records) w USA. Dodano do niej dodatkową piosenkę Helen Wheels (8. pozycja), powstałą podczas sesji do tego albumu.
| nr  | tytuł                              | czas | autor                    | komentarz |
| --- | ---------------------------------- | ---- | ------------------------ | --- |
| 1.  | Band On The Run                    | 5:10 |                          | |
| 2.  | Jet                                | 4:06 |                          | pies McCartneyów był inspiracją do napisania tej piosenki                                                                                   |
| 3.  | Bluebird                           | 3:22 |                          | |
| 4.  | Mrs Vandebilt                      | 4:38 |                          | |
| 5.  | Let Me Roll It                     | 4:47 |                          | |
| 6.  | Mamunia                            | 4:50 |                          | jest to arabskie słowo, które oznacza "bezpieczne schronienie"                                                                              |
| 7.  | No Words                           | 2:33 | P. McCartney Denny Laine | piosenka zaczęta przez Denny’ego i skończona przez Paula                                                                                    |
| 8.  | Helen Wheels                       | 3:44 |                          | |
| 9.  | Picasso's Last Words (Drink to Me) | 5:50 |                          | Dustin Hoffman zasugerował, że Paul mógłby skomponować piosenkę o śmierci Pablo Picassa; piosenka zawiera fragmenty "Jet" i "Mrs Vandebilt" |
| 10. | Nineteen Hundred and Eighty Five   | 5:27 |                          | utwór zakończony tematem z "Band on the Run"                                                                                                |

## Reedycje
Edycje i reedycje
| kraj                   | data wydania           | wytwórnia płytowa             | nośnik  | numer katalogowy          | info                                                                              |
| ---------------------- | ---------------------- | ----------------------------- | ------- | ------------------------- | --------------------------------------------------------------------------------- |
| USA                    | 5 grudnia 1973 r.      | Apple                         | LP      | S0-3415                   | - okładka z tekstami piosenek                                                     |
| Wielka Brytania Grecja | 7 grudnia 1973 r.      | Apple                         | LP/CS   | PAS/TC-PAS 10007          | - okładka z tekstami piosenek - plakat                                            |
| USA                    | 1973 r.                | Capitol                       | 2LPPRO  | PRO 2955/6                | - wywiad                                                                          |
| Kolumbia               | 1973 r.                | EMI/Odeon                     | LP      | 11282                     |                                                                                   |
| Francja                | 1973 r.                | EMI/Pathe Marconi             | LPYEL   | DC-9                      | - żółty winyl - plakat                                                            |
| Włochy                 | 28 listopada 1973 r.   | EMI/Apple                     | LP      | 3C 064 05503              |                                                                                   |
| Niemcy                 | 1973 r.                | Apple                         | LP      | 1C 062 05503              | - wkładka z tekstami piosenek - plakat                                            |
| Holandia               | 1973 r.                | Apple                         | LP      | 5C 062 05503              | - wkładka z tekstami piosenek - plakat                                            |
| Brazylia               | 1974 r.                | Apple                         | LP      | SBTL 1029                 |                                                                                   |
| Urugwaj                | 1974 r.                | Apple                         | LP      | SAPL-30530                |                                                                                   |
| Japonia                |                        | Capitol                       | LP      | EPS-80235                 |                                                                                   |
| Wielka Brytania        | listopad 1978 r.       | Capitol                       | LPPIC   | SEAX 11901                |                                                                                   |
| Japonia                | 1978 r.                | Capitol                       | LPPIC   | EPS-90073                 | - wkładka z tekstami piosenek                                                     |
| USA                    | grudzień 1978 r.       | Capitol                       | LP      | SEAX 11901                |                                                                                   |
| Włochy                 | 3 października 1980 r. | EMI/Apple                     | LP      | ?                         |                                                                                   |
| USA                    | 24 kwietnia 1981 r.    | Columbia                      | LP      | HC-46982                  |                                                                                   |
| USA                    | 29 lutego 1983 r.      | Columbia                      | CD      | CK-36482                  |                                                                                   |
| USA                    | 29 lutego 1984 r.      | Columbia                      | CD      | CK 36482 (DIDP 20034)     | - zawiera piosenkę Helen Wheels                                                   |
| Wielka Brytania        | 4 lutego 1985 r.       | EMI/Parlophone                | CD      | CDP 7 46055 2             | - zawiera piosenkę Helen Wheels                                                   |
| USA                    | 1 grudnia 1988 r.      | Capitol                       | CD      | CDP 7 46675 2             |                                                                                   |
| USA                    | 1989 r.                | Capitol                       | CD/CS   | CDP 7 46675 2 (DIDX 1383) | - zawiera piosenkę Helen Wheels                                                   |
| Wielka Brytania        | 1 lutego 1993 r.       | DCC Compact Classics          | Gold CD | GZS-1030                  | - masterowane przez Steviego Hoffmana                                             |
| Wielka Brytania        | 8 czerwca 1993 r.      | EMI/Parlophone                | CDX     | CDPMCOL5                  | - The Paul McCartney Collection - zawiera piosenki Helen Wheels i Country Dreamer |
| Japonia                | 1995 r.                | Odeon                         | CD      | TOCP-3128                 |                                                                                   |
| USA                    | 1997 r.                | Mobile Fidelity International | CD      | MFI-4403                  | - DTS surround mix                                                                |
| Wielka Brytania        | 15 marca 1999 r.       | EMI/Parlophone                | 2CD     | 7243 4 99176 2 0          | - 25th anniversary edition (zawiera bonusową płytę)                               |
| USA                    | 9 marca 1999 r.        | Capitol                       | 2CD     | CDP 7243 4 99176 2 0      | - 25th anniversary edition (zawiera bonusową płytę)                               |
| Japonia                | 1999 r.                | EMI/Toshiba                   | CD      | TOCP-65504                | - zremasterowany cyfrowo                                                          |
| USA                    | 2001 r.                | Capitol                       | 2LP     | 99176                     | - zawiera bonusy                                                                  |

### Reedycja zremasterowana 1993 (The Paul McCartney Collection)
Płyta kompaktowa

Kolorem pomarańczowym zaznaczono edycję oryginalną, a kolorem niebieskim i pogrubioną czcionką bonusy.
W 1993 roku Band on the Run zostało zremasterowane i wydane na nośniku CD jako część serii The Paul McCartney Collection. Jako bonusy dodano Country Dreamer i Helen Wheels. Dźwięk jest lepszej jakości, sprawia wrażenie bardziej otwartego, dynamicznego i milszego niż z płyty analogowej.
| nr  | tytuł                              | czas | autor                    | komentarz |
| --- | ---------------------------------- | ---- | ------------------------ | --- |
| 1.  | Band On The Run                    | 5:10 |                          | |
| 2.  | Jet                                | 4:06 |                          | pies McCartneyów był inspiracją do napisania tej piosenki                                                                                   |
| 3.  | Bluebird                           | 3:22 |                          | |
| 4.  | Mrs Vandebilt                      | 4:38 |                          | |
| 5.  | Let Me Roll It                     | 4:47 |                          | |
| 6.  | Mamunia                            | 4:50 |                          | jest to arabskie słowo, które oznacza "bezpieczne schronienie"                                                                              |
| 7.  | No Words                           | 2:33 | P. McCartney Denny Laine | piosenka zaczęta przez Denny’ego i skończona przez Paula                                                                                    |
| 8.  | Picasso's Last Words (Drink to Me) | 5:50 |                          | Dustin Hoffman zasugerował, że Paul mógłby skomponować piosenkę o śmierci Pablo Picassa; piosenka zawiera fragmenty "Jet" i "Mrs Vandebilt" |
| 9.  | Nineteen Hundred and Eighty Five   | 5:27 |                          | utwór zakończony tematem z "Band on the Run"                                                                                                |
| 10. | Helen Wheels (bonus)               | 3:44 |                          | |
| 11. | Country Dreamer (bonus)            | 3:08 |                          | |

### Band on the Run: 25th Anniversary Edition
- okładka płyty jubileuszowej

Jest to specjalna rozszerzona reedycja wydana w 1999 roku z okazji 25. rocznicy ukazania się Band on the Run. Składa się z dwóch płyt, z których pierwsza zawiera piosenki z edycji amerykańskiej, a druga jest płytą bonusową. Do całości dołączony jest także miniaturowy plakat, który znajdował się również na oryginalnym analogowym albumie wydanym w 1973 roku, oraz książeczka opowiadająca historię powstania albumu. Płyta bonusowa zawiera szereg nagrań dokumentujących powstawanie dzieła, historię powstawania opowiedzianą słowami jej twórców, późniejsze wersje koncertowe itp. Według krytyków album nigdy nie brzmiał lepiej jak właśnie na tej reedycji.
Osoby udzielające wywiadu: Clive Arrowsmith, James Coburn, John Conteh, Al Coury, Geoff Emerick, Clement Freud, Dustin Hoffman, Denny Laine, Christopher Lee, Kenny Lynch, Michael Parkinson, Tony Visconti
Producenci: Paul McCartney i Eddy Pumer

Masterowane przez Steviego Rooke i Geoffa Emericka w Abbey Road Studios
Reedycja zajęła 1. miejsce na liście "Billboard's Top Pop Catalog" oraz 69. miejsce w Wielkiej Brytanii.
Paul McCartney: "To jubileuszowe wydanie Band on the Run dedykuję mojej pięknej żonie Lindzie i jej nieustraszonemu duchowi".
Dysk 1: wersja amerykańska albumu
| nr  | tytuł                              | czas | autor                    | komentarz |
| --- | ---------------------------------- | ---- | ------------------------ | --- |
| 1.  | Band On The Run                    | 5:10 |                          | |
| 2.  | Jet                                | 4:06 |                          | pies McCartneyów był inspiracją do napisania tej piosenki                                                                                   |
| 3.  | Bluebird                           | 3:22 |                          | |
| 4.  | Mrs Vandebilt                      | 4:38 |                          | |
| 5.  | Let Me Roll It                     | 4:47 |                          | |
| 6.  | Mamunia                            | 4:50 |                          | jest to arabskie słowo, które oznacza "bezpieczne schronienie"                                                                              |
| 7.  | No Words                           | 2:33 | P. McCartney Denny Laine | piosenka zaczęta przez Denny’ego i skończona przez Paula                                                                                    |
| 8.  | Helen Wheels                       | 3:44 |                          | |
| 9.  | Picasso's Last Words (Drink to Me) | 5:50 |                          | Dustin Hoffman zasugerował, że Paul mógłby skomponować piosenkę o śmierci Pablo Picassa; piosenka zawiera fragmenty "Jet" i "Mrs Vandebilt" |
| 10. | Nineteen Hundred and Eighty Five   | 5:27 |                          | utwór zakończony tematem z "Band on the Run"                                                                                                |

Dysk 2: bonusowy materiał
| nr  | tytuł | czas |
| --- | --- | ---- |
| 1.  | Paul McCartney (Dialogue Intro) / Band on the Run (Nicely Toasted Mix) | 1:12 |
| 2.  | Band on the Run (Original) / Paul McCartney (Dialogue link 1) | 2:17 |
| 3.  | Band on the Run (Barn Rehearsal – 21 July 1989) | 4:59 |
| 4.  | Paul McCartney (Dialogue Link 2) / Mamunia (Original) – Background / Denny Laine (Dialogue) / Mamunia (Original) – Background / Linda McCartney (Dialogue) / Paul McCartney (Dialogue Link 3) | 4:23 |
| 5.  | Bluebird (Live Version – Australia 1975) | 0:55 |
| 6.  | Bluebird (Original) / Paul McCartney (Dialogue link 4) | 0:23 |
| 7.  | Paul McCartney (Dialogue Link 5) / No Words (Original) – Background / Geoff Emerick (Dialogue)                                                                                                | 1:24 |
| 8.  | No Words (Original) / Paul McCartney (Dialogue Link 6) / Tony Visconti (Dialogue) / Band on the Run (Original) – Illustration / Tony Visconti (Dialogue)                                      | 1:47 |
| 9.  | Jet (Original from Picasso's Last Words) – Background / Paul McCartney (Dialogue Link 7) / Jet (Original From Picasso's Last Words) – Background / Al Coury (Dialogue)                        | 2:55 |
| 10. | Jet (Berlin Soundcheck 3rd September 1993) | 3:52 |
| 11. | Paul McCartney (Dialogue Link 8) / Clive Arrowsmith (Dialogue) | 1:44 |
| 12. | Nineteen Hundred and Eighty Five (Original) – Background / Paul McCartney (Dialogue Link 9) / James Coburn (Dialogue) / Paul McCartney (Dialogue Link 10) / John Conteh (Dialogue)            | 3:24 |
| 13. | Mrs Vandebilt (Original) – Background / Paul McCartney (Dialogue Link 11) / Kenny Lynch (Dialogue)                                                                                            | 2:10 |
| 14. | Let Me Roll It (Cardington Rehearsal 5/2/93) / Paul McCartney (Dialogue Link 12) | 3:52 |
| 15. | Paul McCartney (Dialogue Link 13) / Mrs Vandebilt – Background / Michael Parkinson (Dialogue) / Linda McCartney (Band On The Run Photo Shoot Dialogue) / Michael Parkinson (Dialogue)         | 2:25 |
| 16. | Helen Wheels (Crazed) / Paul McCartney (Dialogue Link 14) / Christopher Lee (Dialogue) | 5:32 |
| 17. | Band On The Run (Strum Bit) / Paul McCartney (Dialogue Link 15) / Clement Freud (Dialogue) | 1:01 |
| 18. | Picasso's Last Words (Original) – Background / Paul McCartney (Dialogue Link 16) / Dustin Hoffman (Dialogue)                                                                                  | 4:22 |
| 19. | Picasso's Last Words (Drink To Me) (Acoustic Version) / Band on the Run (Nicely Toasted Mix) / Paul McCartney (Dialogue Link 17)                                                              | 1:11 |
| 20. | Band on the Run | 0:42 |
| 21. | Band on the Run (Northern Comic Version) | 0:37 |

### Band on the Run - 2010 Remastered
W roku 2010 Paul McCartney wydał cyfrowo zremasterowaną wersję albumu "Band on the Run". W porównaniu z poprzednim 25th Anniversary uczynił to w następujących wydaniach:
- Edycja podstawowa 1 CD oryginalnym albumem, bez żadnych dodatków
- Edycja specjalna 2 CD + 1 DVD zawierające oryginalny album (płyta pierwsza) soundtrack z programu telewizyjnego "One Hand Clapping" z 1974 nagranego w studiach Abbey Road w Londynie plus single "Helen Wheels"; "Zoo Gang" i "Country Dreamer" (płyta druga) oraz materiały filmowe na DVD - wspomniany "One Hand Clapping", teledyski piosenek, film dokumentalny ukazujący pobyt zespołu w Lagos oraz film o sesji do okładki albumu.
- Edycja kolekcjonerska 3 CD + 1 DVD – pierwsze dwie płyty CD i jedna DVD posiadają to samo, co w edycji specjalnej plus jedną zawierającą audio dokument, w którym Paul McCartney opowiada o powstaniu albumu.
- Edycja winylowa - edycja z dwoma audiofilskimi płytami gramofonowymi posiadająca oryginalną szatę graficzną oryginału. To winylowy rodzaj edycji specjalnej bez dysku DVD. Ta edycja posiada replikę plakatu.

Reedycja 2010 rozpoczyna prace na serią wznowień pierwszych albumów McCartneya.

### Piosenki z Band on the Run zamieszczone na innych albumach

#### Kompilacje
Wings Greatest (1978)
- Band On The Run
- Jet

All the Best! (1987)
- Band on the Run
- Jet

Wingspan (2001)
- Band on the Run
- Jet
- Bluebird
- Let Me Roll It
- Helen Wheels

#### Albumy koncertowe
Wings Over America (1976)
- Band On The Run
- Jet
- Bluebird
- Let Me Roll It
- Picasso's Last Words (Drink to Me)

Tripping The Live Fantastic (1990)
- Band On The Run
- Jet

Paul Is Live (1993)
- Let Me Roll It

Back In The U.S. (2002)
- Band on the Run
- Jet
- Let Me Roll It

Back In The World (2003)
- Band on the Run
- Jet
- Let Me Roll It

## Nagrody oraz pozycje na listach przebojów
Kolorem błękitnym zaznaczono singel niealbumowy, ale przynajmniej jedną ze stron zamieszczono już na reedycjach.
Single
| Okładka | Data wydania                                           | Numer                                                          | Strona A        | Strona B                         | UK Lista     | US Lista     | Certyfikat       |
| ------- | ------------------------------------------------------ | -------------------------------------------------------------- | --------------- | -------------------------------- | ------------ | ------------ | ---------------- |
| foto    | (UK) 26 października 1973 r. (US) 12 listopada 1973 r. | Apple / Parlophone Records R 5993 Apple / Capitol Records 1869 | Helen Wheels    | Country Dreamer                  | 12 (12 tyg.) | 10 ?         | X                |
| foto    | (Niemcy, Francja, Hiszpania) styczeń 1974 r.           | ?                                                              | Mrs. Vandebilt  | Bluebird                         | X            | X            | X                |
| foto    | (UK) 28 stycznia 1974 r.                               | Apple / Parlophone Records R 5997                              | Band On The Run | Zoo Gang                         | 3 (11 tyg.)  | X            | (UK) złota płyta |
| foto    | (UK) 15 lutego 1974 r. (US) 18 lutego 1974 r.          | Apple / Parlophone Records R 5996 Apple / Capitol Records 1871 | Jet             | Let Me Roll It                   | 6 (9 tyg.)   | 7 ?          | (UK) złota płyta |
| foto    | (US) 8 kwietnia 1974 r.                                | Apple / Capitol Records 1873                                   | Band On The Run | Nineteen Hundred and Eighty Five | X            | 1 (1 tyg.) ? | (US) złota płyta |

Album
| Okładka | Data wydania      | Nazwa albumu    | UK Lista              | US Lista              | Certyfikat                                   |
| ------- | ----------------- | --------------- | --------------------- | --------------------- | -------------------------------------------- |
| foto    | 7 grudnia 1973 r. | Band on the Run | 1 (7 tyg.) (124 tyg.) | 1 (4 tyg.) (116 tyg.) | (UK) platynowa płyta (US) 3x-platynowa płyta |

Certyfikaty
| Nazwa                    | Organizacja | Rodzaj płyty        | Data                   |
| ------------------------ | ----------- | ------------------- | ---------------------- |
| Band on the Run (album)  | RIAA        | złota               | 7 grudnia 1973 r.      |
| Band on the Run (album)  | RIAA        | platynowa           | 27 listopada 1991 r.   |
| Band on the Run (album)  | RIAA        | podwójnie platynowa | 27 listopada 1991 r.   |
| Band on the Run (album)  | RIAA        | potrójnie platynowa | 27 listopada 1991 r.   |
| Band on the Run (album)  | BPI         | srebrna             | 1 stycznia 1974 r.     |
| Band on the Run (album)  | BPI         | złota               | 1 stycznia 1974 r.     |
| Band on the Run (album)  | BPI         | platynowa           | 1 maja 1975 r.         |
| Band on the Run (singel) | RIAA        | złota               | 4 czerwca maja 1974 r. |
| Band on the Run (singel) | BPI         | srebrna             | 1 września 1974 r.     |
| Band on the Run (singel) | BPI         | złota               | 1 września 1974 r.     |
| Jet (singel)             | BPI         | srebrna             | 1 kwietnia 1974 r.     |
| Jet (singel)             | BPI         | złota               | 1 kwietnia 1974 r.     |

Album Band on the Run doszedł do 1. miejsca po obu stronach Atlantyku. Co więcej, w Wielkiej Brytanii utrzymywał się na tym miejscu przez 7 tygodni, a w USA przez 4 tygodnie. Album osiągnął potrójny status platynowej płyty w USA, a w Wielkiej Brytanii status platynowej płyty.
Singel z piosenką Helen Wheels doszedł do 12. miejsca na brytyjskich listach przebojów i do 10. miejsca na amerykańskich. Jet wskoczył na 6. miejsce w Wielkiej Brytanii i 7. miejsce w USA. Z kolei piosenka tytułowa Band on the Run święciła triumfy w USA, gdzie doszła do 1. miejsca, i w Wielkiej Brytanii, gdzie doszła do 3. pozycji.
- "Album roku 1973" według magazynu Rolling Stone[32][65].
- W 2000 roku magazyn Q umieścił Band on the Run na miejscu 75. na liście "100 Największych Brytyjskich Albumów Wszech Czasów"[66].
- W 2003 roku zajął 418. miejsce na liście "500 Największych Albumów" magazynu Rolling Stone[67].
- W 1974 piosenka Band on the Run wygrała nagrodę Grammy w kategorii "Best Pop Performance by a Duo or Group with Vocal", a cały album zdobył jeszcze nagrodę Grammy w kategorii "Best Engineered Recording, Non Classical"[68][69]. Album był nominowany do nagrody Grammy w kategorii "Album of the Year", jednak nagrody nie zdobył[70].
- W plebiscycie na najważniejszy album wszech czasów przeprowadzonym przez BBC Radio 2 płyta zajęła 20. miejsce[71].

Album na listach przebojów w poszczególnych tygodniach
Kolorem błękitnym zaznaczono pozycje w Top 10, natomiast kolorem czerwonym i pogrubioną czcionką numery jeden.

UK: ? r. – ? r.

US: ? r. – ? r.

## Twórcy
- Paul McCartney: gitara elektryczna, gitara rytmiczna i basowa, perkusja, pianino, śpiew, syntezator
- Linda McCartney – pianino, organy, keyboard, perkusja, śpiew
- Denny Laine – gitara elektryczna, gitara rytmiczna i basowa, keyboard, śpiew

- Howie Casey – saksofon
- Ginger Baker – perkusja w Picasso's Last Word
- Remi Kabaka – perkusja
- Tony Visconti – orkiestracja
- Ian i Trevor – podkład wokalny

- Inżynier: Geoff Emerick
- Producent: Paul McCartney[72]

## Opinie

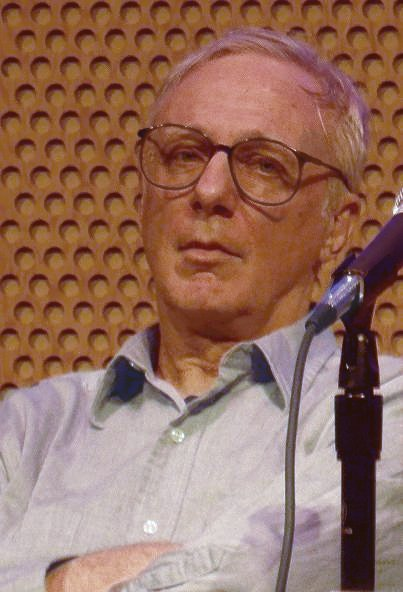
Robert Christgau

- Kocham ten album – powiedział Paul McCartney[20]
- "(...)z wyjątkiem John Lennon/Plastic Ono Band, jest to najlepszy album, jaki nagrał którykolwiek z Beatlesów od czasu rozpadu zespołu." – powiedział Jon Landau z magazynu Rolling Stone[73].

- "Album był początkowo oceniony przeze mnie jako zwykły postbeatlesowski album. Nie doceniłem go. (...) Arcydzieło? To? Oczywiście jest to pewna ulga po dziwacznych Wild Life i Red Rose Speedway i strona pierwsza ma ładne melodie. "Let Me Roll It" mogłoby być odpowiedzią na "I Want You (She’s So Heavy)", a "Jet" jest z pewnością bardziej "śmieszne" niż "Uncle Albert/Admiral Halsey". Poza wyżej wymienionymi piosenkami "najwyższymi punktami" na albumie jest utwór tytułowy (...) oraz afro-soulowe intro do Mamunia (...)OCENA: C+ ." – Robert Christgau (patrz zdjęcie)[74]

- "Jeden z jego najlepszych postbeatlesowskich albumów. McCartney użył swojego mistrzostwa i daru do łączenia melodii (od muśnięcia symfonii przez hard rock po melodyczną akustyczną muzykę), by stworzyć świetnie skonstruowane piosenki, a w szczególności hity Top 10: "Helen Wheels", "Band on the Run" i "Jet" OCENA:  " – William Ruhlmann[75]
- To świetny album – John Lennon[12]

- Paul uczynił na nowym albumie Lindę swoją asystentką (...) Gwiazdy ustawiły się tak, by pomóc w wyprodukowaniu z pewnością największego osiągnięcia Paula w latach 70. (...)Od brzdęków gitar i rozkosznego uderzania w talerze w intro po apokaliptyczny punkt kulminacyjny w 1985(...)Zachwycające wspólne śpiewanie tematu muzycznego z Band on the Run(...) – Mojo

- (...)to przyniosło ogromną energię i entuzjazm, McCartney gra na prawie wszystkim (...) Nie można nic złego powiedzieć o tej płycie. Wszyscy musimy mieć Band on the Run u siebie w domach... – Q

- Band on the Run (...) najmniej żenującym albumem w całej solowej karierze Paula McCartneya(..) Nigeryjskie rytmy pomogły nadać muzyce słoneczne usposobienie. OCENA:   – Roger Catlin[76]

- ""Jet" jest to piosenka, która w znacznej mierze przypomina utwory The Beatles. (...) W "Bluebird" mamy bardzo ciekawe solo saksofonowe." – Billboard[35]

- Paul McCartney udowodnił sobie samemu, jakim jest bajecznym instrumentalistą i tekściarzem z talentem, który przewyższa swoje dokonania w The Beatles. (..) Niezwykle przebojowe piosenki nadają się zarówno do tańczenia na imprezach, jak i do długich podróży. OCENA:  – Zagat Survey[77]

- Minęło już sporo od czasu, od kiedy ktoś z bajecznej czwórki dał nam coś, o czym możemy krzyczeć.(...) Teraz fani Paula mogą wrzeszczeć, piszczeć i radować się. Band on the Run jest absolutnym brylantem.(...) Paul nie dostarczył tak wspaniałej i satysfakcjonującej muzyki od czasów Abbey Road (...) Band On The Run jest albumem zdumiewającym, stworzonym by powiedzieć o nim znajomym, by go kupić i wraz z nimi nieustawicznie słuchać. – Janis Schacht[78]

- Najlepszy album Paula McCarntneya i Wingsów (...) – David Prakel[79]